# Plagiarism
Albums de Sparks
Gratuitous Sax and Senseless Violins
(1994) Balls
(2000)
Singles
1. The Number One Song in Heaven (en)
Sortie : 18 octobre 1997
2. This Town Ain't Big Enough for Both of Us
Sortie : 6 décembre 1997

Plagiarism est le dix-septième album du groupe américain de rock Sparks. Il est sorti en 1997 sur le label Oglio Records (en).

## Histoire
L'album se compose entièrement de reprises d'anciennes chansons du groupe dans différents genres : certaines sont interprétées avec un orchestre classique (arrangé par Tony Visconti) tandis que d'autres reçoivent des arrangements électroniques. Quelques-unes sont enregistrées avec des invités : Erasure sur Amateur Hour (en), Jimmy Somerville sur The Number One Song in Heaven (en), et Faith No More sur This Town Ain't Big Enough for Both of Us et Something for the Girl with Everything,.
Les deux singles tirés de l'album se classent dans le hit-parade britannique à la fin de l'année 1997 : The Number One Song in Heaven atteint la 70e place et This Town Ain't Big Enough for Both of Us la 40e.

## Fiche technique

### Chansons
Toutes les chansons sont écrites et composées par Ron Mael et Russell Mael, sauf mention contraire.
| No  | Titre                                                          | Auteur                                  | Album original                              | Durée |
| --- | -------------------------------------------------------------- | --------------------------------------- | ------------------------------------------- | ----- |
| 1.  | Pulling Rabbits Out of a Hat                                   |                                         | Pulling Rabbits Out of a Hat (1984)         | 3:36  |
| 2.  | This Town Ain't Big Enough for Both of Us                      | Ron Mael                                | Kimono My House (1974)                      | 4:03  |
| 3.  | No. 1 Song in Heaven (Part Two) (en)                           | Ron Mael, Russell Mael, Giorgio Moroder | No. 1 in Heaven (1979)                      | 4:06  |
| 4.  | Funny Face                                                     |                                         | Whomp That Sucker (1981)                    | 5:11  |
| 5.  | When Do I Get to Sing 'My Way' (en)                            |                                         | Gratuitous Sax and Senseless Violins (1994) | 5:44  |
| 6.  | Angst in My Pants                                              |                                         | Angst in My Pants (1982)                    | 5:19  |
| 7.  | Change                                                         |                                         | Music That You Can Dance To (1986)          | 5:26  |
| 8.  | Popularity                                                     |                                         | In Outer Space (1983)                       | 4:21  |
| 9.  | Something for the Girl with Everything                         | Ron Mael                                | Propaganda (1974)                           | 2:52  |
| 10. | This Town Ain't Big Enough for Both of Us (avec Faith No More) | Ron Mael                                | Kimono My House (1974)                      | 3:00  |
| 11. | Beat the Clock (en)                                            |                                         | No. 1 in Heaven (1979)                      | 4:30  |
| 12. | Big Brass Ring                                                 |                                         | Interior Design (1988)                      | 4:20  |
| 13. | Amateur Hour (en) (avec Erasure)                               | Ron Mael                                | Kimono My House (1974)                      | 3:35  |
| 14. | Propaganda                                                     | Ron Mael                                | Propaganda (1974)                           | 2:35  |
| 15. | When I'm with You                                              |                                         | Terminal Jive (1980)                        | 4:06  |
| 16. | Something for the Girl with Everything (avec Faith No More)    | Ron Mael                                | Propaganda (1974)                           | 3:15  |
| 17. | Orchestral Collage                                             | Ron Mael, Russell Mael, Giorgio Moroder |                                             | 0:24  |
| 18. | The Number One Song in Heaven (avec Jimmy Somerville)          |                                         | No. 1 in Heaven (1979)                      | 5:19  |
| 19. | Never Turn Your Back on Mother Earth (en)                      | Ron Mael                                | Propaganda (1974)                           | 2:35  |

### Musiciens et équipe de production
- Russell Mael : chant, production, mixage
- Ron Mael : claviers, production
- Dean Menta (en) : guitare sur Funny Face
- Tony Visconti : arrangements orchestraux et vocaux
- Erasure : interprètes et producteurs sur Amateur Hour
- Faith No More : interprètes et producteurs sur This Town Ain't Big Enough for Both of Us et Something for the Girl with Everything
- Jimmy Somerville : chant sur The Number One Song in Heaven
- Eskimos and Egypt, Mark Stagg : production supplémentaire sur Popularity
- John Thomas : mixage
- Greg Penny : mixage sur This Town Ain't Big Enough for Both of Us et Something for the Girl with Everything
- Shaun Collins : design
- Dejan : photographie